# Bergamaskfår

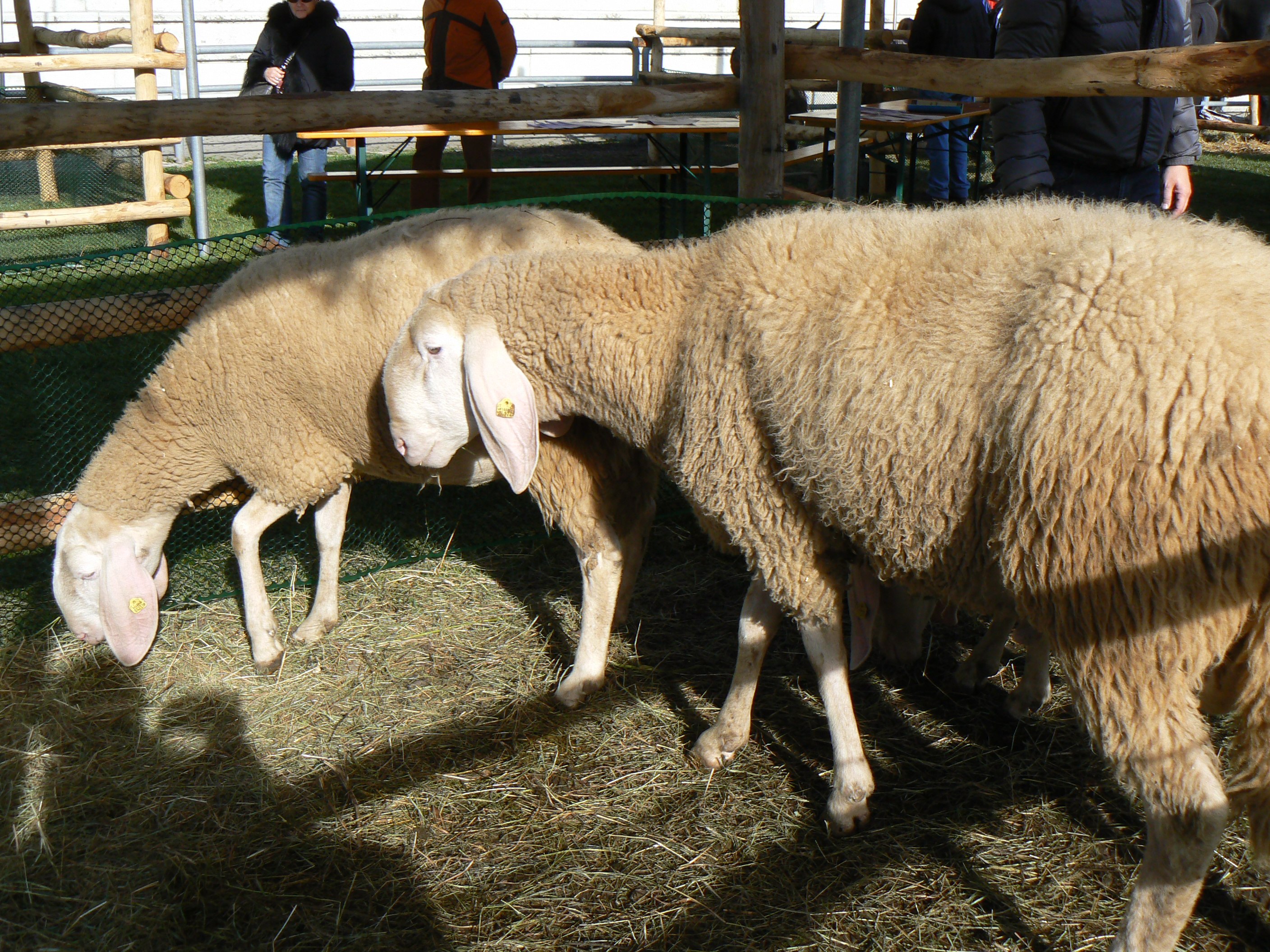
Två bergamaskfår.

Bergamaskfår är en italiensk fårras, som från provinsen Bergamo spritt sig i hela norra Italien. Bergameskfåret är den största Europeiska fårrasen och känns igen på sina stora, slappt hängande öron och sin långa svans.